# Кряшени
Кря́шени (хрещені татари, тат. керәшен, керәшен татарлар) — етноконфесійна група у складі татар волзького та уральського регіонів, сповідують православ'я, живуть в основному в Татарстані, невеликі групи є в Башкортостані та Удмуртії.
На сьогодні немає єдиної думки про статус кряшен: у радянський час було офіційно поширено, що вони є частиною татарського народу, цієї ж версії дотримуються татарські дослідники. Водночас помітна частина кряшенської інтелігенції відстоюють думку про кряшен, як окремий народ.

## Історія
Згідно з традиційною точкою зору на проблему виникнення кряшен, формування цієї етноконфесійної групи як самостійної спільноти проходило досить довгий час за участі фіно-угорських та тюркських компонентів. У той же час, не зважаючи на те, що в період Волзької Булгарії та Золотої Орди відомі тюркські феодали та їхнє оточення християнського походження, і те, що в пізніший період деякі татарські аристократи переходили в православ'я, окремого кряшенського етнічного утворення не було. Вирішальний вплив на формування кряшенів, як окремої спільноти здійснив процес християнізації частини татар Поволжя в другій половині XVI—XVII століть (дана група носить назву «старохрещені татари») та процес християнізації неросійських народів Поволжя в першій половині XVIII століття (дана група називається «новохрещені татари»). В результаті сформувалось 5 етнографічних груп кряшенів, які мають свої специфічні відмінності: казансько-татарська, єлабузька, молькеєвська, чистопольська, нагайбакська (останні виділились в окремий народ у 2002 році).
В 1990-х роках з'явились альтернативні версії етногенезу кряшенів, пов'язані з тим, що активна кряшенська інтелігенція здійснила намагання наукового обґрунтування положення про добровільне прийняття частиною булгар християнства. Одну з таких версій у православних ЗМІ висовує історик та богослов О. В. Журавський. Згідно з нею хрещені татари не є хрещеними в XVI столітті татарами, а є нащадками тюркських племен, хрещених не пізніше XII століття, які проживали у Волго-Камському регіоні і до часу падіння Казанського ханства перебували в напівхристиянському стані. Обґрунтування цієї гіпотези Журавський бачить у деяких фактах, пов'язаних з історією християнства у Волзькій Булгарії. Так, наприклад, він відмічає:
|  | «Известен, например, христианский мученик XIII века Авраамий Болгарский (купец из Волжской Булгарии), умученный единоплеменниками-мусульманами в 1229 г. за отказ отречься от православия. Известно, что в Булгарах имелась древняя армянская (монофизитская) церковь, руины которой были уничтожены уже в советское время» |

Ще одну версію розвинув казанський історик Максим Глухов. Він вважає, що етнонім «кряшени» відноситься до історичного племені керчин — татарського племені, відомому як кераїти та які сповідували християнство несторіанського напрямку з X століття. Наприкінці XII століття кераїти були завойовані Чингісханом, але не втратили своєї ідентичності. Участь у завойовницьких походах призвела до появи кераїтів у Середній Азії та Східної Європи. Пізніше, при утворенні самостійних Кримського та Казанського ханств значна частина кераїтів опинилась у Криму та на Середній Волзі. Їхні нащадки і досить живуть у східних районах Татарстану, зберігаючи етнонім у дещо деформованому вигляді.

## Чисельність і територія
За даними Всеросійського перепису населення 2002 року в Росії нараховувалося 24 668 кряшенів. Більшість із них (18 760 осіб) проживають у Татарстані, значні групи кряшенів проживають у Башкортостані (4 510 осіб) та Удмуртії (650 осіб). У Башкортостані кряшени компактно проживають у Бакалинському районі в селах Старі Мати, Нові Мати, Новий Ілік, Умірово, Нові Бакали, Бюзюр, Утар, Кураз, Старий Азмей (разом з башкирами) та інших. В Удмуртії кряшени проживають у Граховському районі (село Нижній Тиловай).

## Див.також
- Босняки